# سان أوغستين لانكوين
سان أوغستين لانكوين (San Agustín Lanquín) (النطق الأسباني: [san aɣusˈtin laŋˈkin])، غالبًا ما يشار إليها ببساطة باسم لانكوين، هي بلدية تتبع إدارة ألتا فيراباز الغواتيمالية. تقع على ارتفاع 380 متر فوق مستوى سطح البحر. يبلغ عدد سكانها حوالي 16500 نسمة كثير منهم من أصول قيقجي المايا. تبلغ مساحة البلدية 208 كيلومترات مربعة.